# Pierre Pezziardi
Pierre Pezziardi est un entrepreneur du numérique et un essayiste.
Il développe dans ses écrits et son action l'idée d'une informatique conviviale : des systèmes fondés sur la confiance, destinés à émanciper les individus et à multiplier leur capacité d’entraide. En 2013, il a notamment publié à ce sujet un essai sur la débureaucratisation. En janvier 2017, toujours chez Fondapol mais cette fois avec Henri Verdier, il publie Des Start-ups d’État à l’État plateforme. Il y célèbre ses réussites dans le secteur public, l'expérience « startup d’État », et invite à ce que des budgets plus importants y soient consacrés afin de « soulager des millions de français et dégager d'énormes gains d'efficacité ».

## Biographie
Né le 22 juillet 1971 à Montpellier, il est ingénieur diplômé de l'École centrale de Lyon (promotion 1994). Il est le cofondateur du cabinet de conseil Octo Technology en 1998. En 2005, il crée avec l'ONG ACTED la plateforme de microfinance Octopus. À la suite d'un désaccord avec l'ONG ACTED qui souhaitait en modifier le modèle économique, il crée en 2013 au Kirghizistan la plateforme OpenCBS en réutilisant le code source d'Octopus. En 2012, il devient associé de KissKissBankBank en participant à la création du système de prêts solidaires entre particulier « hellomerci, empruntez à des gens qui vous veulent du bien ».
En 2013, le secrétariat général pour la modernisation de l'action publique (SGMAP) fait appel à ses services pour créer l'incubateur de startups d'État beta.gouv.fr. Il se qualifie « d'entrepreneur en résidence, ». Au fil des ans, l'initiative beta.gouv.fr a notamment produit le portail de l’open data français data.gouv.fr, les marchés publics simplifiés, le simulateur des droits mes-aides.gouv.fr, la plateforme le.Taxi, laBonneBoite pour Pôle emploi, le service public en ligne Pix.fr (évaluation, développement et certification de compétences numériques pour tous) ou encore le pass Culture.
En septembre 2019, le nouveau directeur de la DINUM, Nadi Bou Hanna, ne renouvelle pas son contrat, sur fond de désaccord politique. Il préside aujourd'hui le groupe coopératif La Ceinture verte, qui relocalise une agriculture nourricière autour des agglomérations.
En novembre 2022, il retrouve la Direction interministérielle du numérique de l'État (DINUM). Recruté directement en tant que conseiller de la nouvelle directrice, Stéphanie Schaer, Pierre Pezziardi est notamment chargé d'animer les travaux d'élaboration de la feuille de route de la direction.

## Publications
- Pierre Pezziardi, Une politique pour le système d'information - Descartes, Wittgenstein, XML, 2006  (ISBN 2-9525-8950-X).
- Pierre Pezziardi, Lean management : Mieux, plus vite, avec les mêmes personnes, Paris, Eyrolles, 2010  (ISBN 978-2-2128-6825-8) (lire en ligne).
- Pierre Pezziardi, Serge Soudoplatoff et Xavier Quérat-Hémant, Pour la croissance, la débureaucratisation par la confiance, Paris, Fondation pour l'innovation politique, 2013  (ISBN 978-2-36408-046-1) (lire en ligne).
- Pierre Pezziardi et Henri Verdier, Des startup d'État à l'État plateforme, Paris, Fondation pour l'innovation politique, 2017 (lire en ligne).
- Pierre Pezziardi et Gilles Rouet (dir.), Algorithmes et décisions publiques, Hermès, 2019  (ISBN 978-2-271-12466-1).